# Friedrich Wannieck
Friedrich Wannieck (18. července 1838 Brno – 21. dubna 1919 Merano) byl rakousko-uherský, respektive moravský podnikatel a politik německé národnosti.

## Život
Narodil se v roce 1838 jako třetí dítě v brněnské soukenické rodině. Vystudoval vídeňskou polytechniku a Polytechnikum Karlsruhe. V 25 letech podnikl studijní cestu do Londýna a do Skotska. Po návratu do Brna zde vedl stavbu firmy Löw a Sehnal. V roce 1865 začal sám s podnikáním ve strojírenství. Založil si malou továrnu na zahradě svého domu (Trnitá 21, Brno). Toto byl začátek tzv. Vaňkovky, jak byla již tehdy nazývána.

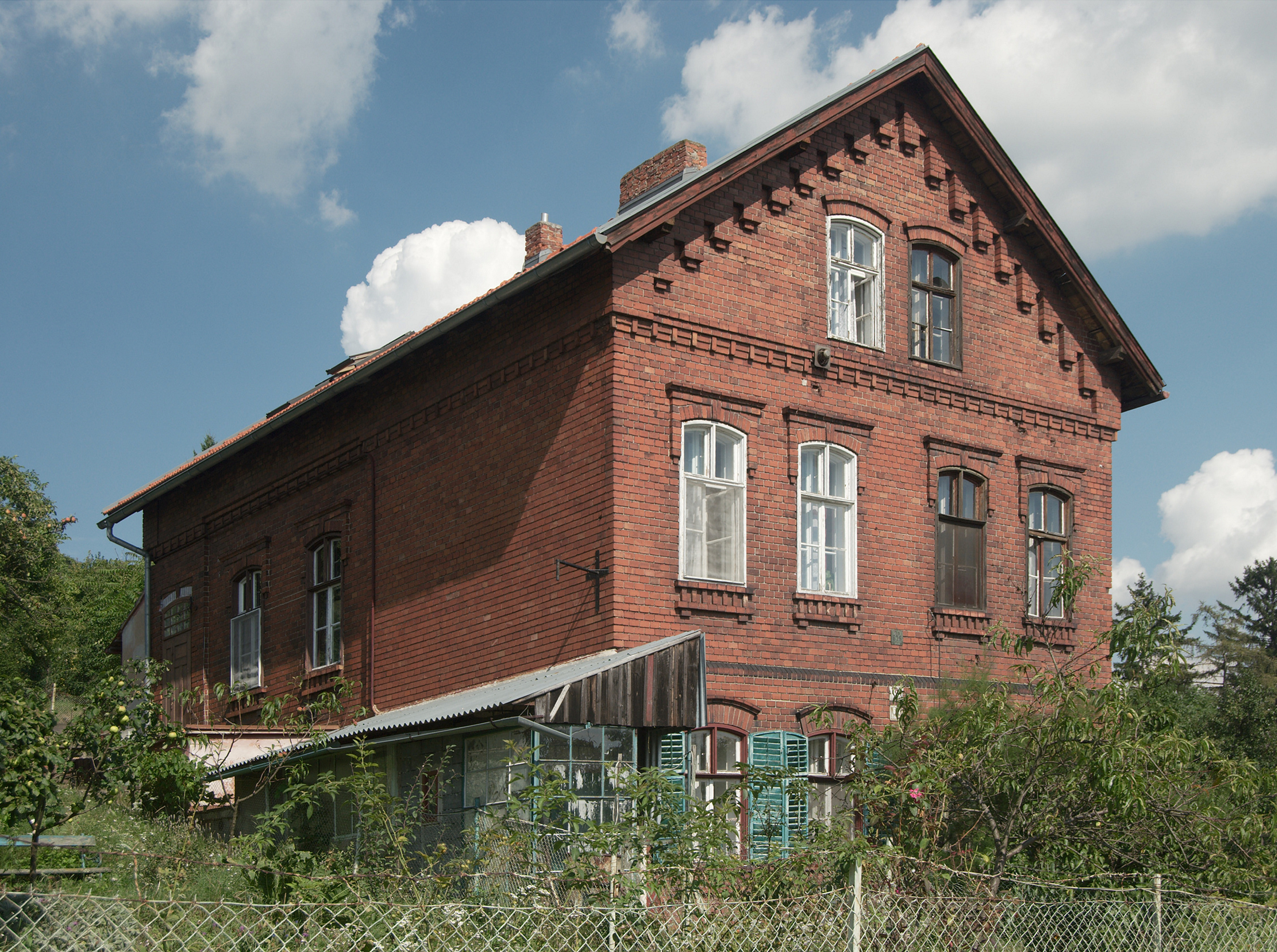
Jeden ze čtyř dvojdomků Wannieckovy kolonie v Brně-Židenicích

Mezi svými zaměstnanci byl velice oblíbený, když pro ně zařídil sociální podporu v nezaměstnanosti a nemocenskou. Sám do pokladny přispíval poměrně velkou sumou. Vystavěl také byty pro invalidy a postižené pracující v jeho továrně. Jedná se o čtyři dosud stojící dvojdomky ve Viniční ulici v Brně-Židenicích, označované jako Wannieckova kolonie či Friedrichs-Ruhe. Už od roku 1866 byl zván na nejrůznější přednášky a stával se stále známějším i v širším okruhu společnosti.
Zajímal se o projekt kulturního domu pro německy mluvící obyvatelstvo Brna a podporoval jeho stavbu. Sbírka byla započata již v roce 1872, stavba Německého domu však byla zahájena až roku 1888. Podílel se rovněž na vzniku pěstitelské ovocnářské školky Victoria v Želešicích.
16. října 1894 složil slib poslance Říšské rady (celostátní zákonodárný sbor), kam nastoupil poté, co zemřel Gustav Winterholler. Reprezentoval městskou kurii, obvod Brno. Ve vídeňském parlamentu setrval do konce funkčního období sněmovny, tedy do roku 1897. Politicky byl stoupencem německých liberálů. Po svém nástupu do Říšské rady se stal členem klubu Sjednocené německé levice, do kterého se spojilo několik ústavověrných (liberálně a centralisticky orientovaných) proudů. Z tohoto klubu ale v listopadu 1896 vystoupil v rámci hromadného odchodu některých poslanců.
V roce 1891 byl jmenován čestným občanem Brna, přesto z něj v roce 1903 odešel. Přestěhoval se do Mnichova a následně do pozdější severní Itálie. Zemřel 21. dubna 1919 v italském Meranu a je pohřben v Mnichově.